# Garai Zeeb
Garai Alexander Zeeb (* 6. April 1997 in Leimen) ist ein deutscher Basketballspieler. Er ist Aufbauspieler und 1,87 Meter groß.

## Karriere
Er spielte in der Jugend für die BSG Bremerhaven. Erste Erfahrung im Herrenbereich sammelte er bei der BSG in der 2. Regionalliga in der Saison 2013/14.
Ab der Saison 2014/15 gehörte er zum erweiterten Profi-Kader des Bundesligisten Eisbären Bremerhaven und war gleichzeitig für den Zweitligisten Cuxhaven BasCats spielberechtigt.
2015 wechselte Zeeb zum Bundesligisten Fraport Skyliners nach Frankfurt. 2016 gewann er mit Frankfurt den FIBA Europe Cup. Im April 2017 unterzeichnete er bei den Frankfurtern einen neuen Vertrag bis 2019. Zeeb blieb in der Frankfurter Bundesligamannschaft Ergänzungsspieler und sammelte in der zweiten Mannschaft in der 2. Bundesliga ProB zusätzliche Einsatzzeit. Nach 64 Erstligaspielen für die Hessen wechselte er im Sommer 2019 zum Bundesligakonkurrenten Basketball Löwen Braunschweig. Bei den Niedersachsen unterschrieb er einen Dreijahresvertrag. Er verließ Braunschweig in der Sommerpause 2021 und ging zum Zweitligisten Gladiators Trier.
Zur Saison 2023/24 wechselte Zeeb innerhalb der zweiten Liga nach Karlsruhe. Mit der Mannschaft errang er Anfang Juni 2024 durch Siege über seinen früheren Arbeitgeber Frankfurt den Meistertitel in der 2. Bundesliga ProA, eine Teilnahmeberechtigung für die Bundesliga wurde den Karlsruhern aber verweigert. Zeeb war mit durchschnittlich 11,7 Punkten je Begegnung am Gewinn des Meistertitels beteiligt.
Zeeb kehrte 2024 nach Frankfurt zurück, das als Zweitligavizemeister in die Bundesliga zurückgekehrt war.

## Nationalmannschaft
Im Sommer 2015 nahm Zeeb mit der deutschen Auswahl an der U18-Europameisterschaft in Griechenland teil. Im Mai 2017 wurde er in den Kader der U20-Nationalmannschaft berufen und erreichte im Juli desselben Jahres mit der DBB-Auswahl den siebten Platz bei der U20-Europameisterschaft. Er kam dabei in allen sieben Turnierspielen zum Einsatz und erzielte im Schnitt 0,3 Punkte.